# Вологда
Во́логда — місто в Росії, адміністративний центр Вологодської області (з 23 вересня 1937 року), населення становить 311 859 мешканців (2024). Місто розташоване на березі річки Вологда.

## Назва
За загальноприйнятою гіпотезою назва Вологда походить від фіно-угорського (вепського) слова «білий, світлий».

## Дата заснування
Датою заснування міста Вологда вважається 1147 рік, коли було зроблено першу згадку в літописах преподобного Герасима. Проте історики не визнають цю дату заснування міста. Ця дата вперше зафіксована А. А. Засецьким у XVIII столітті в «Житии св. Герасима». Але воно було написане біля середини XVII століття за наказом архієпископа Маркела якимось Фомою і невідомо, на підставі яких джерел.
Перше документальне свідчення, яке визнається істориками, знаходиться в договорі Новгорода з князем, датоване 1236 роком. Друга згадка про місто є в літописному повідомленні про те, що в 1246 році тверський князь Ярослав разом з татарами напав на Вологду.
Місто розташоване на бе́резі річки Вологди. У Вологді перетинаються важливі залізничні шляхи (від Москви на Архангельськ, Воркуту і від Вологди до Санкт-Петербурга). Також через Вологду проходить федеральна траса М-8 Москва—Архангельськ.

## Історія
- 1780–1796: центр Вологодського намісництва Російської імперії.

## Герб
Малий герб Вологди було затверджено в 1994 році.

## Пам'ятки міста та околиць

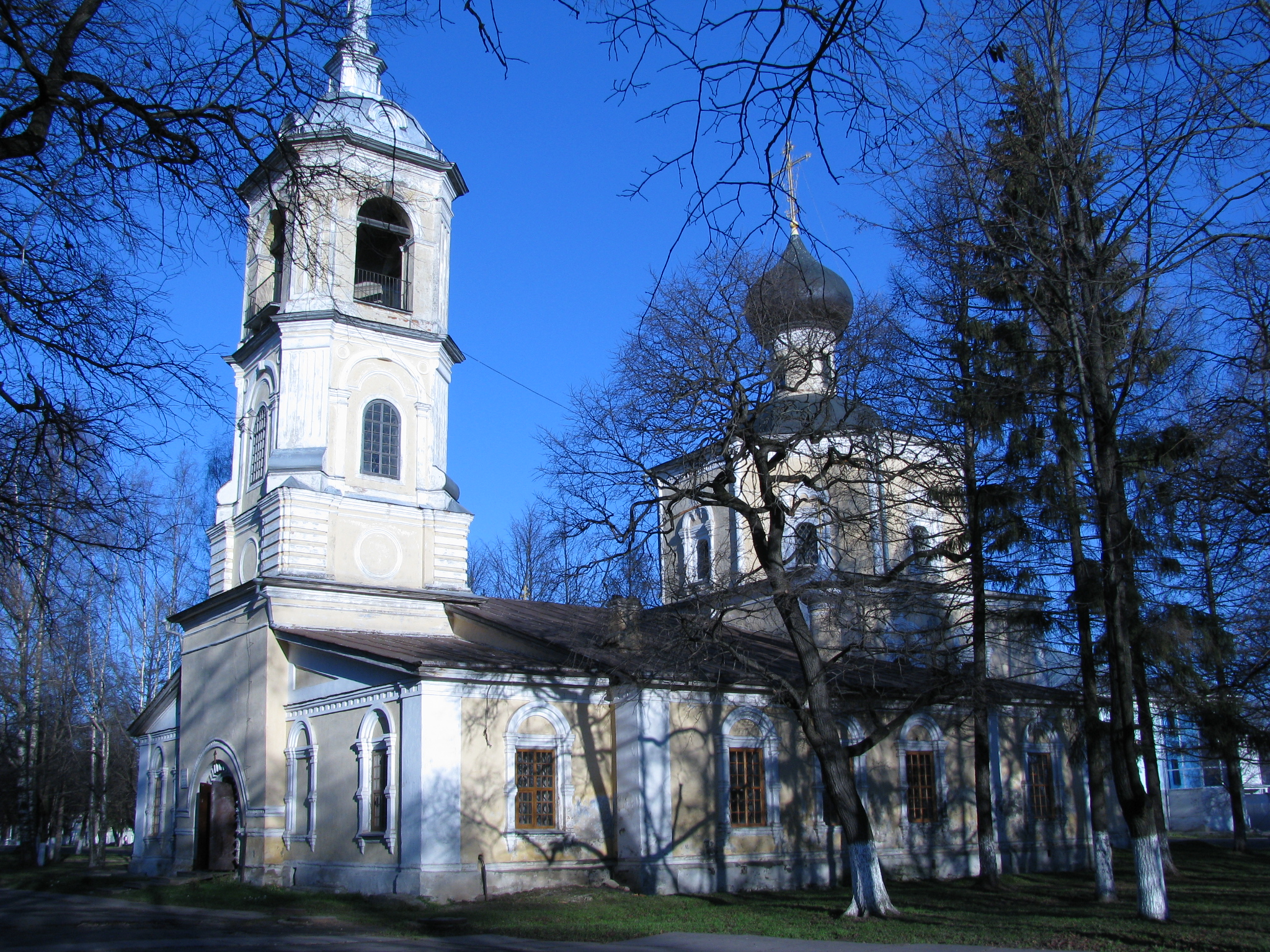
Церква Іоанна Предтечі в Рощеньє, початок XVIII ст.

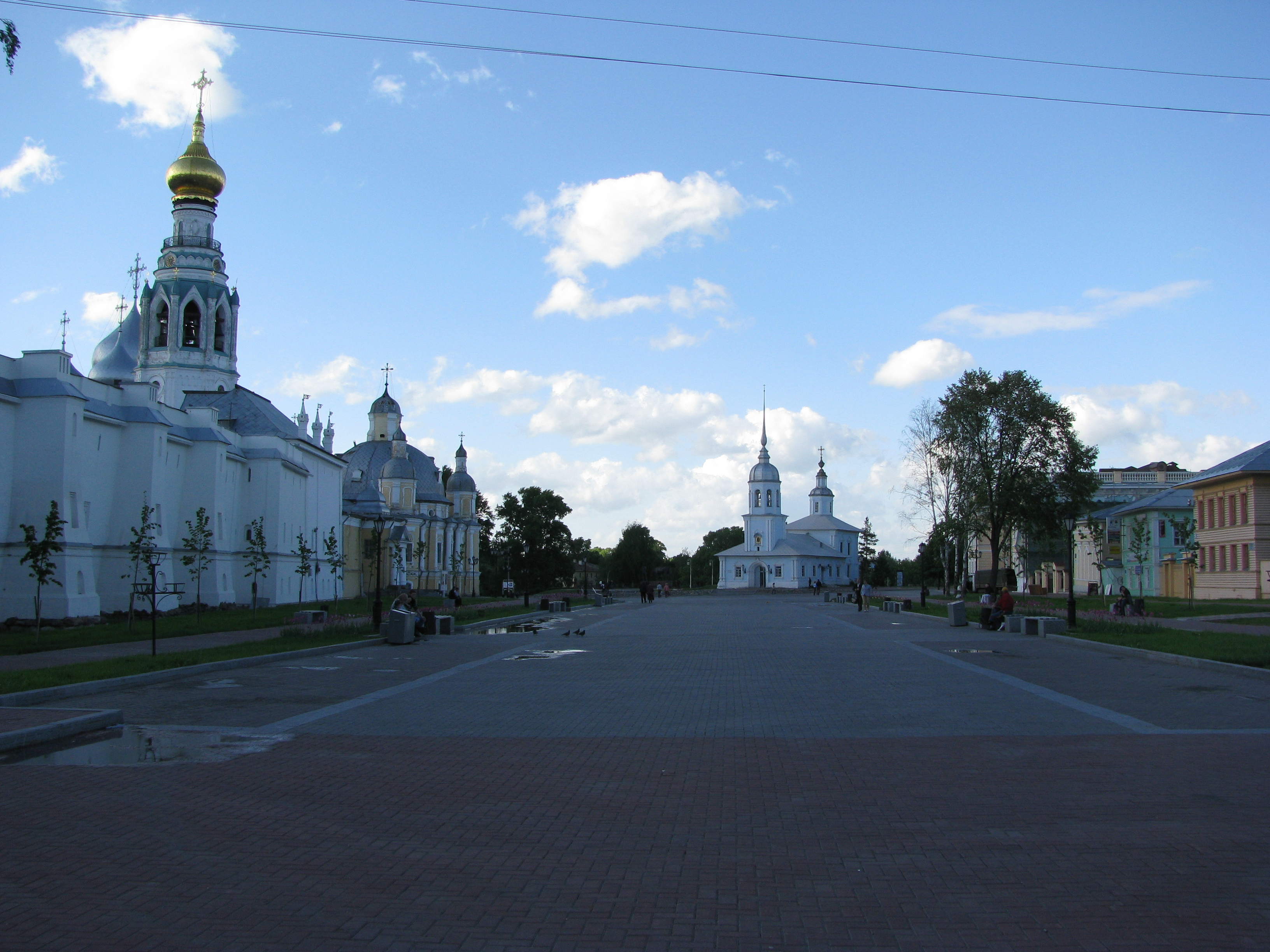
Кремлівська площа Вологди. Мури Архієрейського Двору, Воскресенський собор та церква Олександра Невського.

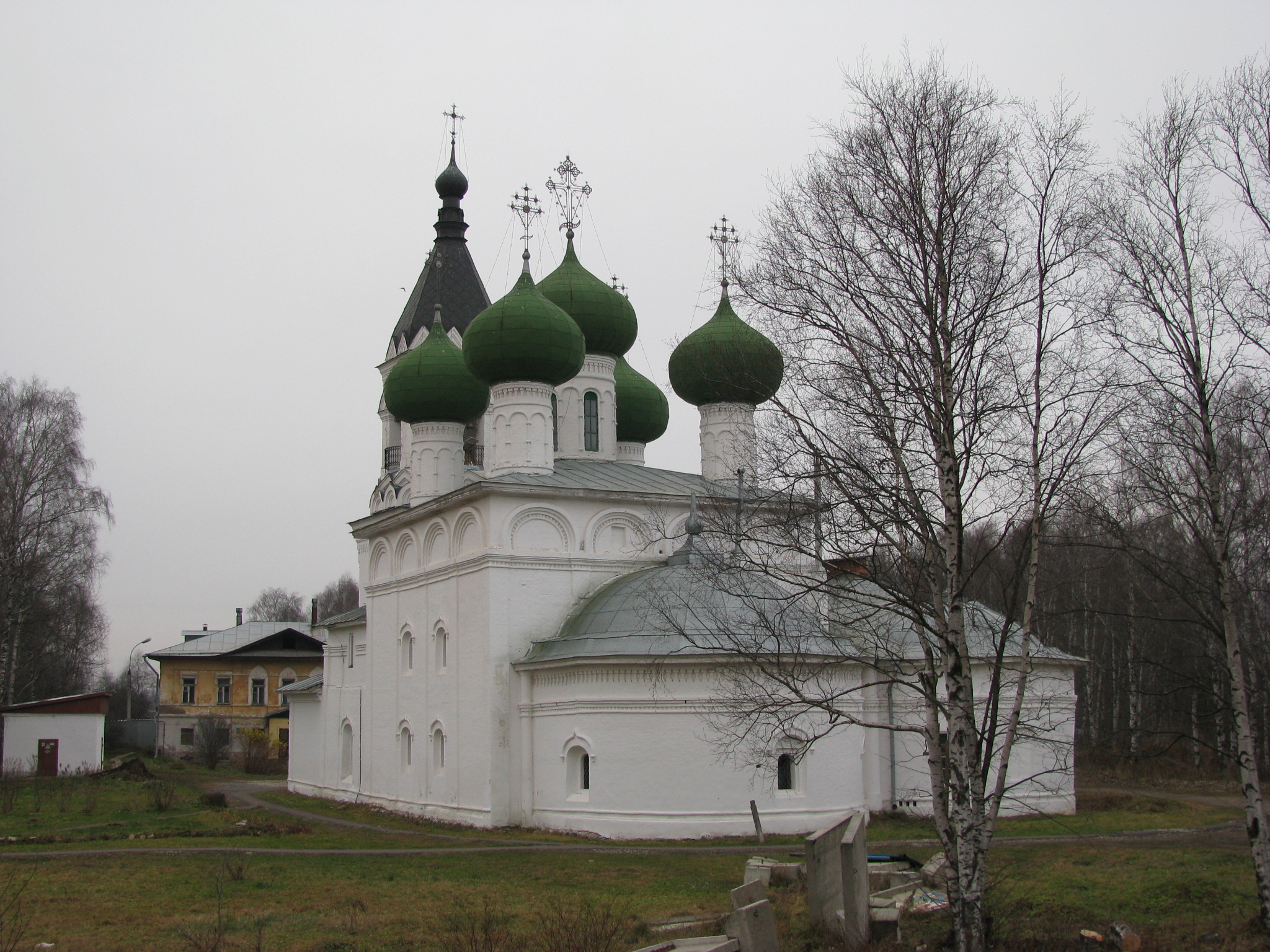
Собор Горнє-Успенського монастиря, кінець XVII ст.

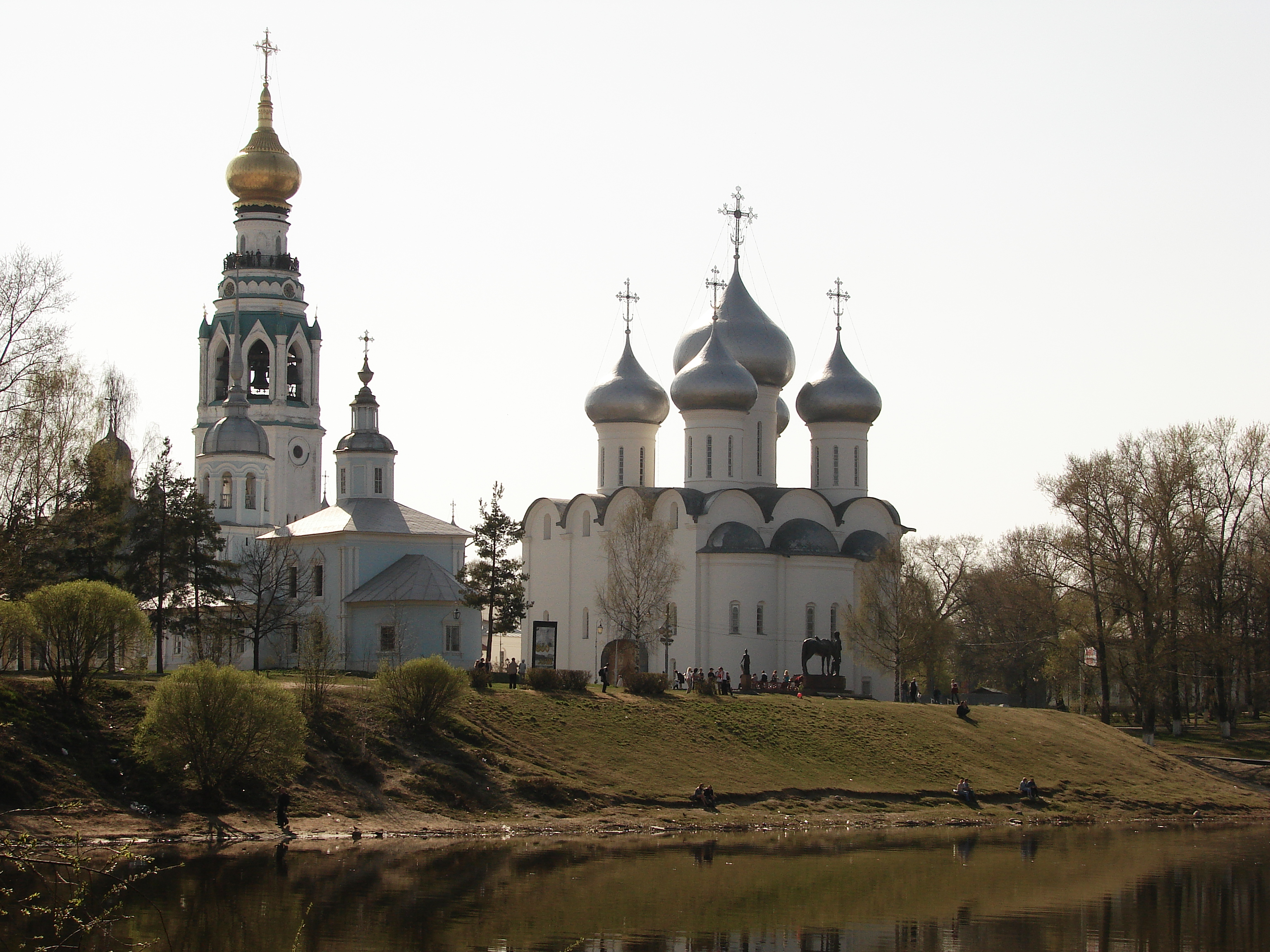
Софійський собор та церква Олександра Невського.

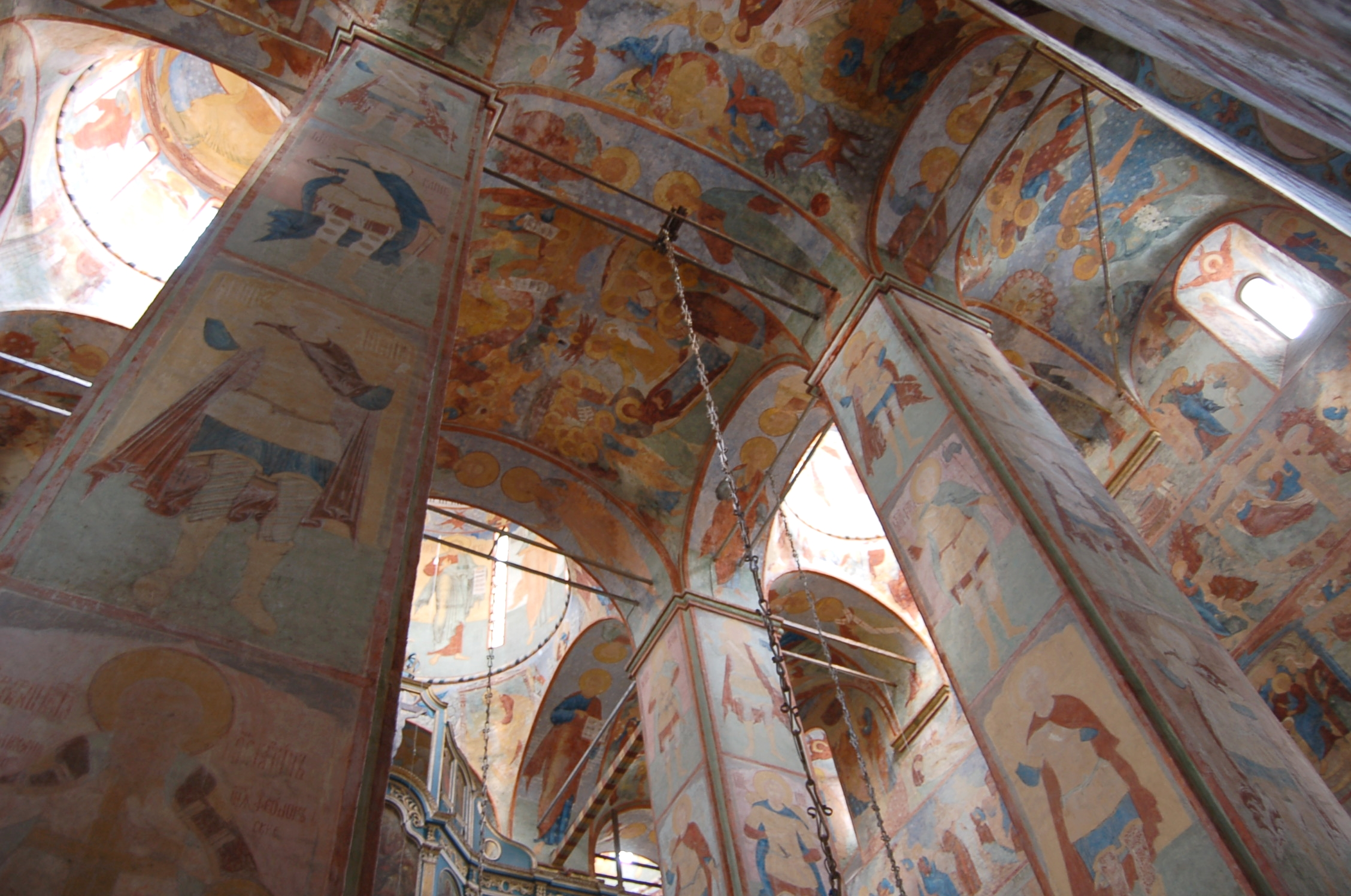
Фресковий розпис Софійського собору, XVII ст.

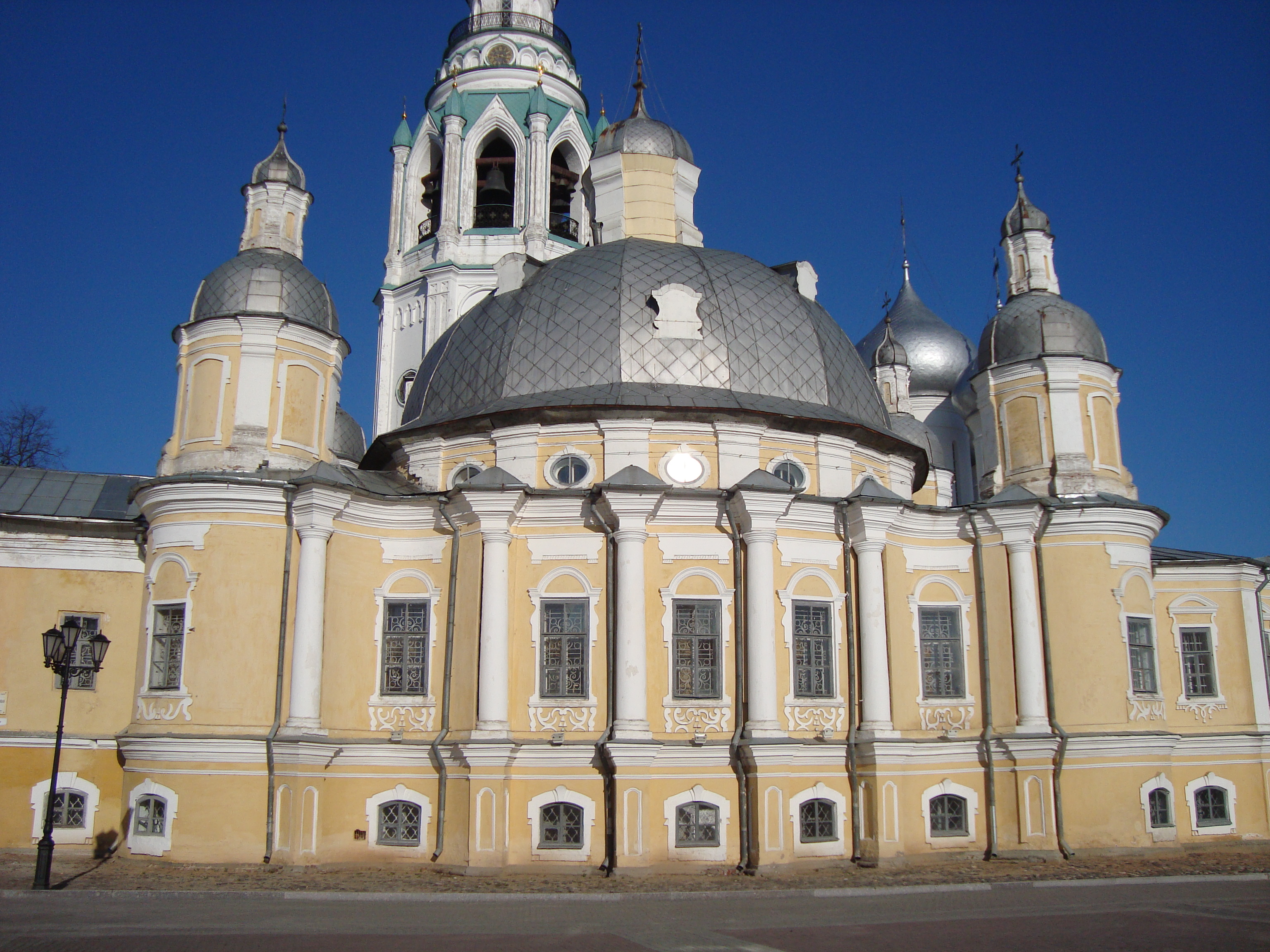
Воскресенський собор. XVIII ст.

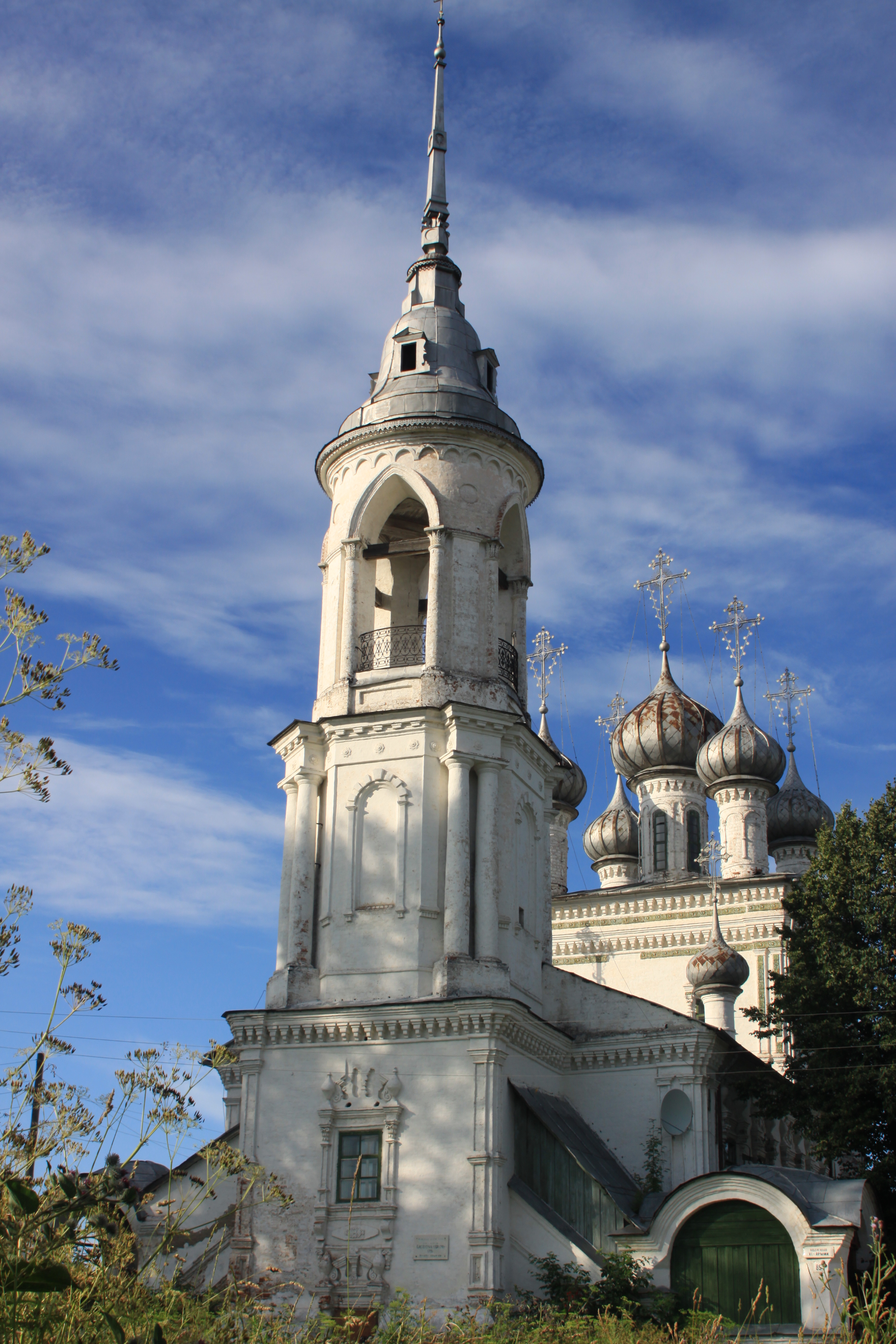
Стрітенська церква, XVIII ст.

Вологда добре зберегла свою історико-архітектурну спадщину, незважаючи на численні руйнування більшовицької доби. Історично місто поділялось на декілька частин.
- Т. зв. «Місто» (рос. «Город»). «Город» цей мав муровані стіни із вежами — кремль, який не зберігся до нашого часу. В центральній частині «Города» знаходяться мурована цитадель міста — Архієрейський двір (що нині за старою традицією називається Кремлем Вологди), та Соборне дворище.
  - Архієрейський двір. Це складний комплекс споруд XVII–XVIII ст., у плані — великий прямокутник. Цей ансамбль включає:
    - Муровані стіни з вежами (1671–1675 рр.), збудовані за зразком мурованих кремлів тогочасної Росії. У XVIII ст. мури втратили оборонне значення, одна з чотирьох кутових веж повністю втрачена при перебудовах.
    - Святі Ворота із Хрестовоздвиженською церквою (1687–1692 рр.)
    - Економічний корпус. 1659 р. — велика двоповерхова кам'яниця.
    - Симонівський корпус. XVII–XIX ст. Велика триповерхова споруда із церквою Різдва Христового (1667–1670 рр.)
    - Гаврилівський корпус. Кінець XVII — початок XVIII ст. Триповерхова споруда.
    - Слов'яно-латинська академія. 1730-і рр.
    - Йосифовський корпус. 1764–1769 рр. Триповерховий палац у стилі бароко.
    - Іринєївський корпус. Середина XVIII ст.
    - Консисторський корпус. Середина XVIII ст. Двоповерхова Г-образна будівля.
    - Безіменний корпус. Перша половина XVIII ст.

  - Соборне дворище. Духовне серце міста. Примикає до Архієрейського двору. Розташовані:
    - Софійський собор. 1568–1570 рр. Кафедральний собор міста. Великий шестистовпний п'ятибанний триабсидний храм, заввишки 59 м. Собор зберіг фресковий ансамбль 1685–1687 рр. (ізограф Д. Плєханов), бароковий іконостас 1730-х рр. із іконами XVII ст.
    - Соборна дзвіниця. 1654–1659 рр. Первісно шатрова, у 1870 р. надбудована ще 3 ярусами, у псевдоготичному стилі. Має дзвони XVII–XIX ст.
    - Воскресенський собор. 1772–1776 рр. П'ятибанний храм у стилі класицизм, збудований на місті однієї з веж Архієрейського двору (нині Центральний виставковий зал Вологодської обласної картинної галереї).
    - Церква Олександра Невського. Початок XVIII ст., бароко.

  - Також на території «Города» на Торговій площі розташовані інші споруди:
    - Церква Покрови на Торгу. 1760 р. Однобанна, барокова, із шатровою дзвіницею.
    - Казанська церква на Торгу. 1760 р. Однобанний храм із двома приділами.

До території «Города» примикають колишні посадські райони.
- «Верхній Посад» — розташований з півночі та заходу від «Городу». Містить ряд архітектурних пам'яток XVII–XIX ст. Тут розташовані:
  - Церква Варлаама Хутинського. 1780-і рр., класицизм.
  - Церква Костянтина та Єлени. 1685–1691 рр., стиль «узорочьє». Безстовпний двоповерховий п'ятибанний храм з двома рівнями абсид та шатровою дзвіницею. З храму походять численні ікони XV–XVIII ст.
  - Ансамбль Володимирських церков. Включає: теплу Михайло-Архангельську церкву (1684–1689 рр., перебудовувалась, нині не має бань), холодну Володимирську церкву (1750-і рр., бароко) та шатрову дзвіницю (1689 р.).
  - Церква Власія. 1714 р. Московське бароко. Нині у спотвореному стані.
  - Церква Миколи на Глинках. 1676 р. Неодноразово перебудовувалась. Нині — однобанний двоповерховий храм із класицистичною дзвіницею.
  - Церква Іллі в Камєньє. 1698 р. Невеликий однобанний храм.
  - Церква Іоанна Богослова. 1744 р. Поруйнована у радянські часи, нині у спотвореному стані.
  - Церква Миколи Золоті Хрести. Межа XVII–XVIII ст. Двоповерховий храм, раніше однобанний, а за радянських часів обезголовлений. Дзвіниця XIX ст.
  - Споруди Горнє-Успенського монастиря. Монастир був закладений ще у 1590 р. До нашого часу вціліли Успенський собор (1692–1700 рр.) — п'ятибанний безстовпний храм із дзвіницею XIX ст. та залишки трапезної Олексіївської церкви (XVII–XIX ст.).
- «Нижній Посад» примикає до «Города» з півдня. Значна частина первісної архітектурної спадщини цієї частини міста була знищена за радянських часів. До нашого часу вціліли такі пам'ятки:
  - Церква Іоанна Хрестителя в Рощеньї. 1710–1717 рр. Московське бароко, із прибудовами XIX ст. Фрески 1717 р. (ізограф Ф. Ігнатьєв).
  - Церква Кирила Білозерського в Рощеньї. Кінець XVII ст. Храм перебудовувався, за радянських часів дуже спотворений і нині не відтворений.
  - Церква Зосіми і Савватія Соловецьких. 1759–1763 рр. Раніше значна пам'ятка стилю бароко. За радянських часів перебудована, перетворена на ляльковий театр.
  - Церква Покрови на Козлєнє. 1704–1710 рр. Московське бароко, із пізнішими перебудовами. Фрески 1715–1720 рр.
  - Споруди колишнього Духова монастиря. Монастир був заснований на початку XVII ст. У більшовицькі часи його ансамбль був поруйнований. Серед залишених споруд — церква Святого Духа (XVII–XIX ст.) — колись п'ятибанна, а нині обезголовлена.
  - Т зв. будинок Петра I. Друга половина XVII ст. Одноповерхові палати. Музеєфікований, інтер'єри та експозиція речей — XVII — початку XVIII ст.

Ще одним давнім посадським районом міста є Заріччя, яке розташоване на лівому березі річки Вологда — навпроти «Города» та правобережних посадських районів. Тут розташовані численні пам'ятки архітектури:
- Церква Миколи у Владичній Слободі. 1669 р. Великий двоповерховий п'ятибанний храм із бароковою дзвіницею XVIII ст. За радянських часів бані храму були зруйновані, потім відтворені.
- Ансамбль Дмитровського приходу на Наволоці. До складу входять: холодна церква Дмитра Прилуцького (1651, 1711 рр.) — великий чотирьохстовпний п'ятибанний храм із фресками 1710 рр., та тепла барокова церква Успіння (1750 р.) із дзвіницею (1710-і рр.).
- Церква Іоанна Златоуста (Жінок-Мироносиць). 1664 р. Безстовпний п'ятибанний двоповерховий храм із галереями та шатровою дзвіницею.
- Стрітенська церква. 1731–1735 рр. Безстовпний п'ятибанний храм, поєднує риси традиційної архітектури та стилю бароко. Класицистична дзвіниця — початку XIX ст.
- Залишки теплої Георгіївської церкви колишнього Георгіївського приходу (початок XVIII ст).
- Андріївська церква у Фрязінові. 1670–1687 рр. Однобанний двоповерховий храм із шатровою дзвіницею.

У XX ст. до складу Вологди увійшли нові райони — колишні приміські селища. Архітектурні пам'ятки цих приміських територій нині знаходяться в межах міста:
- Найбільшу історичну цінність має Спасо-Прилуцький Спасо-Преображенський монастир, закладений в XIV ст. преподобним Дмитром Прилуцьким. Архітектурний ансамбль монастиря-фортеці склався, головним чином, у XVI–XVII ст. На території монастиря розташовані:
  - Муровані стіни із 5 вежами. 1640–1642 рр. Довжина — 950 м.
  - Спасо-Преображенський собор. 1537–1542 рр. Найстаріша збережена споруда Вологди. Чотирьохстовпний п'ятибанний храм із галереями XVII ст., які поєднують його із іншими спорудами монастиря. Із цього храму походять численні ікони XIV–XVIII ст.
  - Соборна церква-дзвіниця Олексія. 1537–1542 рр. Від первісної стовповидної дзвіниці вцілів перший ярус, на якому в 1639–1656 рр. була надбудована шатрова дзвіниця, що у свою чергу в 1720-і рр. була перебудована у барокову.
  - Введенська трапезна церква. Кінець XVI ст. Однобанна, із двоповерховою трапезною палатою. Прибудови XVII ст.
  - Святі ворота із Вознесенською церквою. XVI ст. Двопролітна брама. Церква над нею — однобанна, безапсидна, із шатровою дзвіницею 1730 р.
  - Монастирські кладові. 1675, 1720 рр.
  - Настоятельський корпус. 1718 р.
  - Келейний корпус. 1645 р., перебудований у XVIII ст.
  - Лікарняна церква Всіх Святих. 1721, 1841 рр.
  - Також на територію монастиря була перенесена у 1962 р. дерев'яна шатрова церква Успіння із колишнього Олександро-Куштського монастиря (1550-і рр.).

## Уродженці
- Баженова Ольга Дмитрівна (* 1956) ― білоруська мистецтвознавиця.
- Гаясова Олена Михайлівна (* 1969) — українська лижниця; учасниця Олімпійських ігор-1998.
- Прозорова Наталія Сергіївна (1922—2006) — українська та російська правознавиця, доктор юридичних наук, професор.
- Рилова Тамара Миколаївна (1931—2021) — радянська ковзанярка, призерка Олімпійських ігор, чемпіонка (1959) і багаторазова призерка чемпіонатів світу в класичному багатоборстві, чотириразова рекордсменка світу.
- Яковлєва Ольга Володимирівна (1986—2010) — російська баскетболістка.
- Збарська Регіна Миколаївна (1935—1987) — радянська модель.

## Галерея

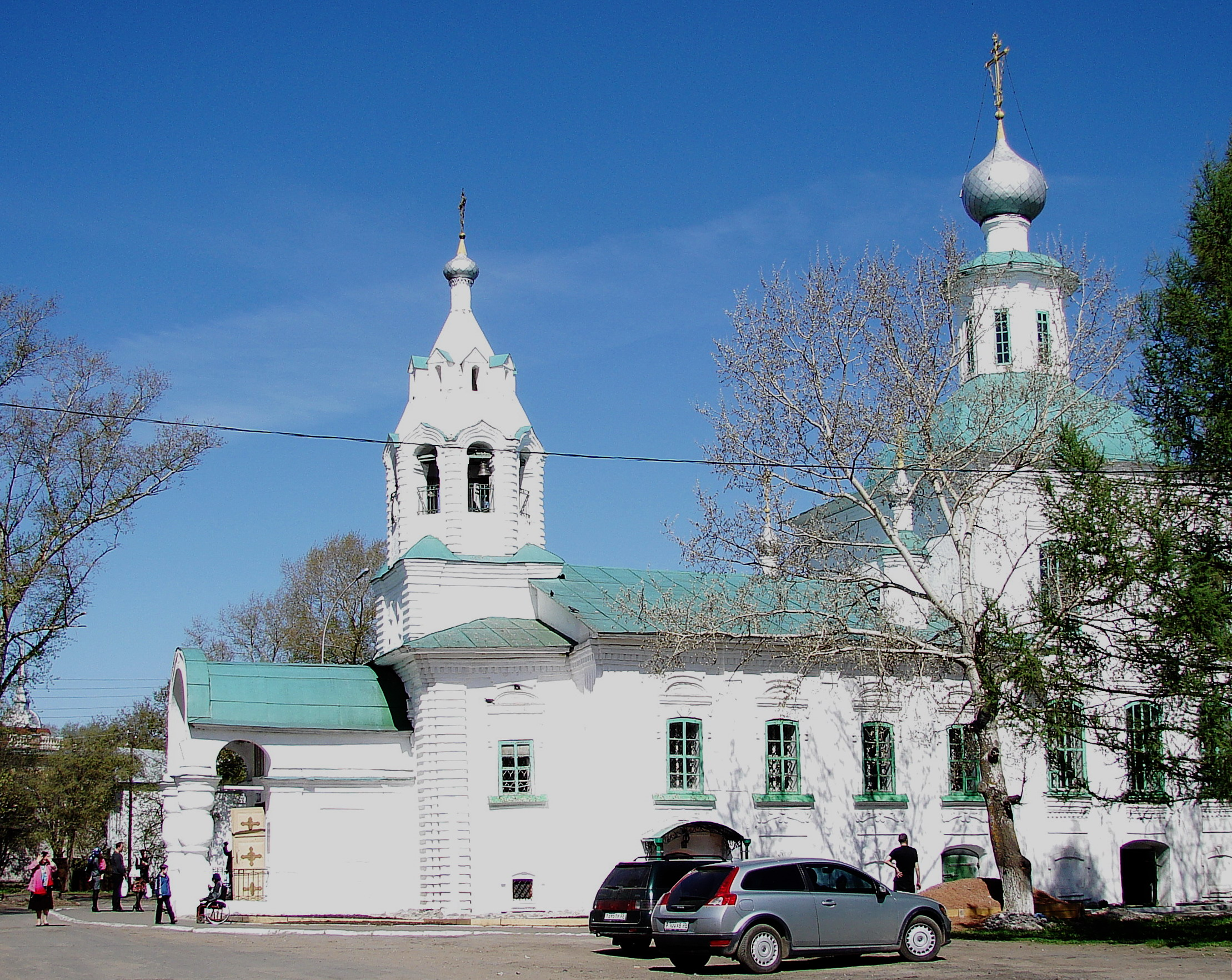
Церква Покрови на Торгу, XVIII ст.
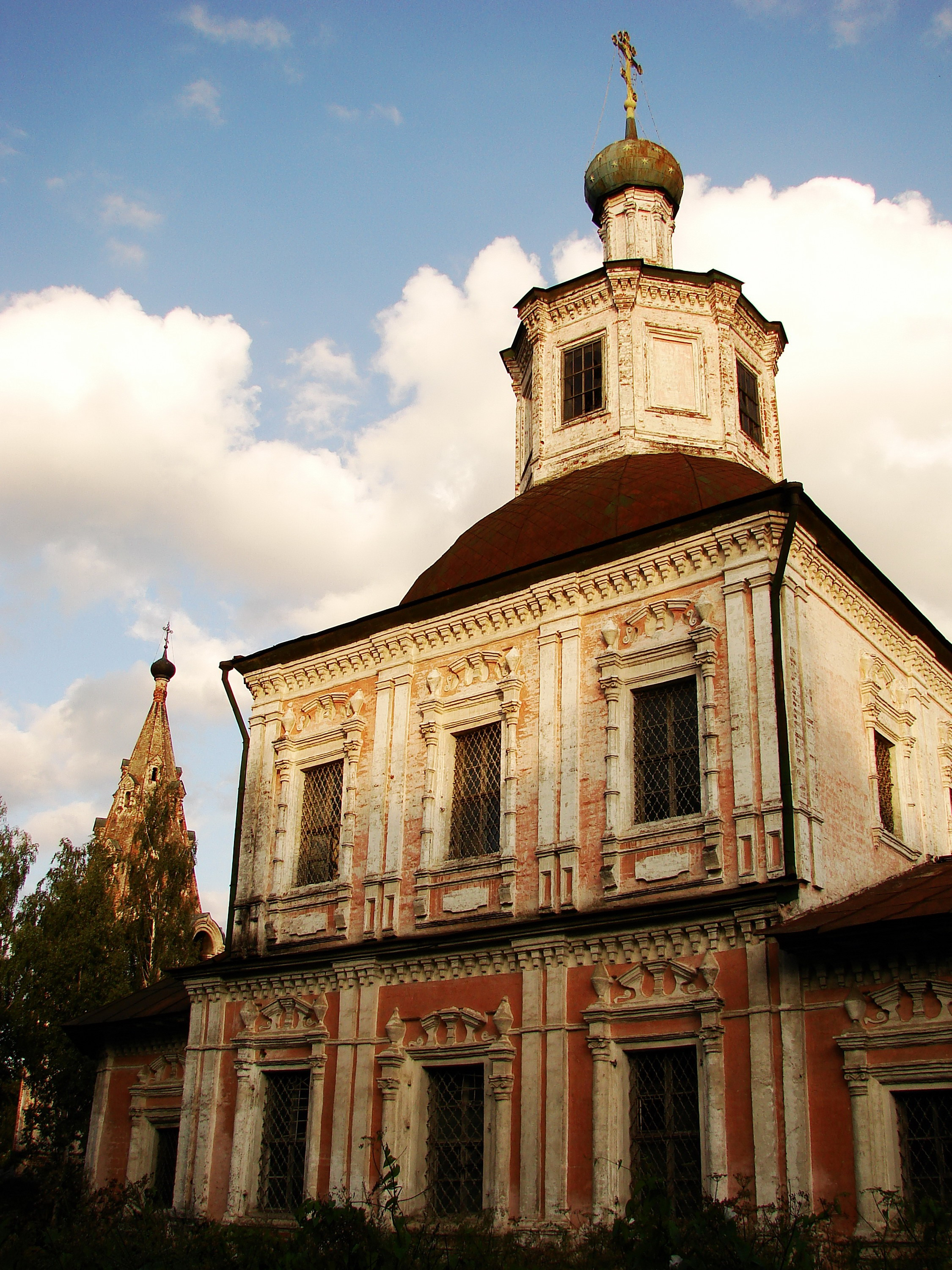
Церква Володимирської ікони Богородиці, XVIII ст.
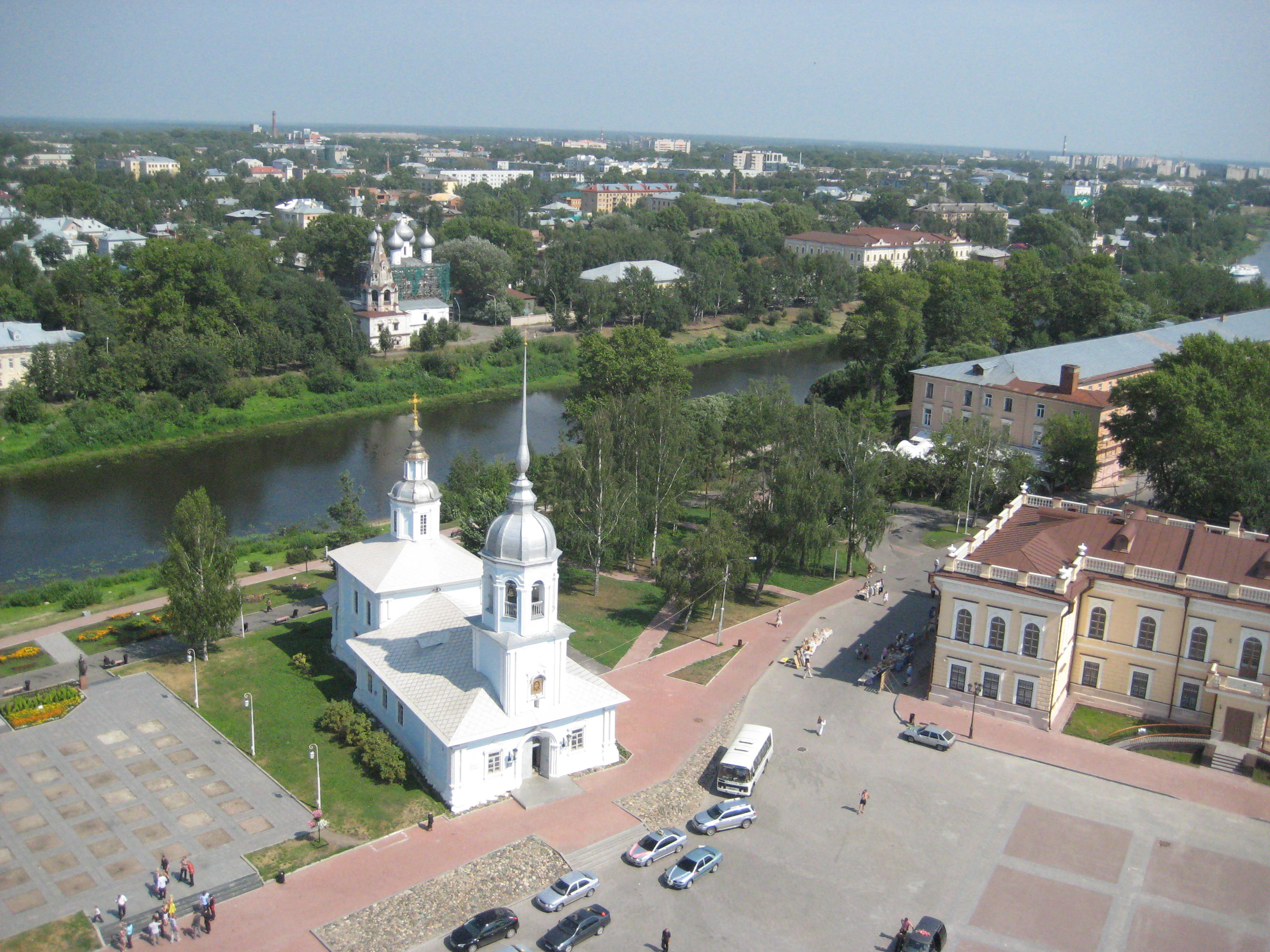
Церква Олександра Невського, початок XVIII ст.
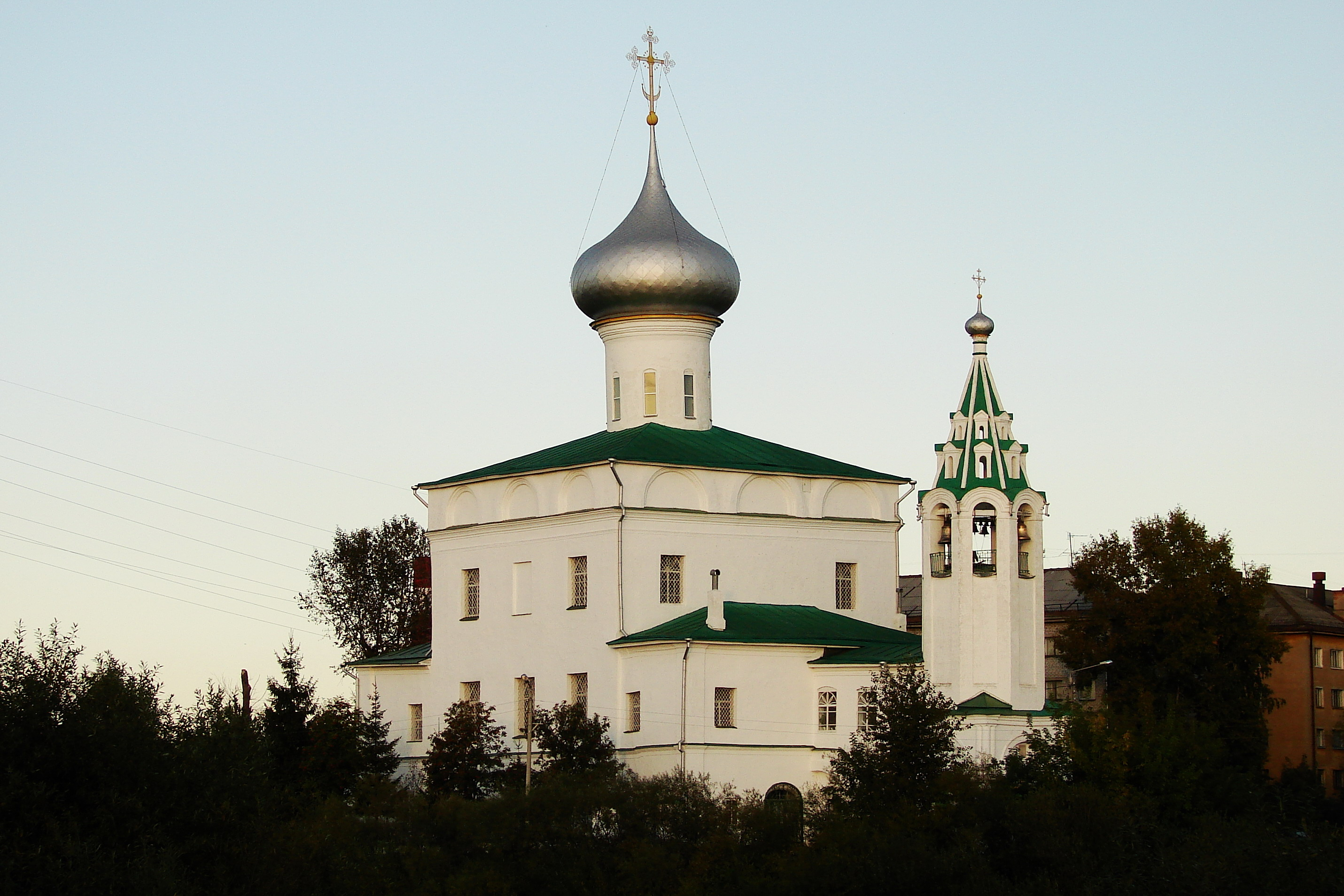
Церква Святого Андрія у Фрязінові, XVII ст.
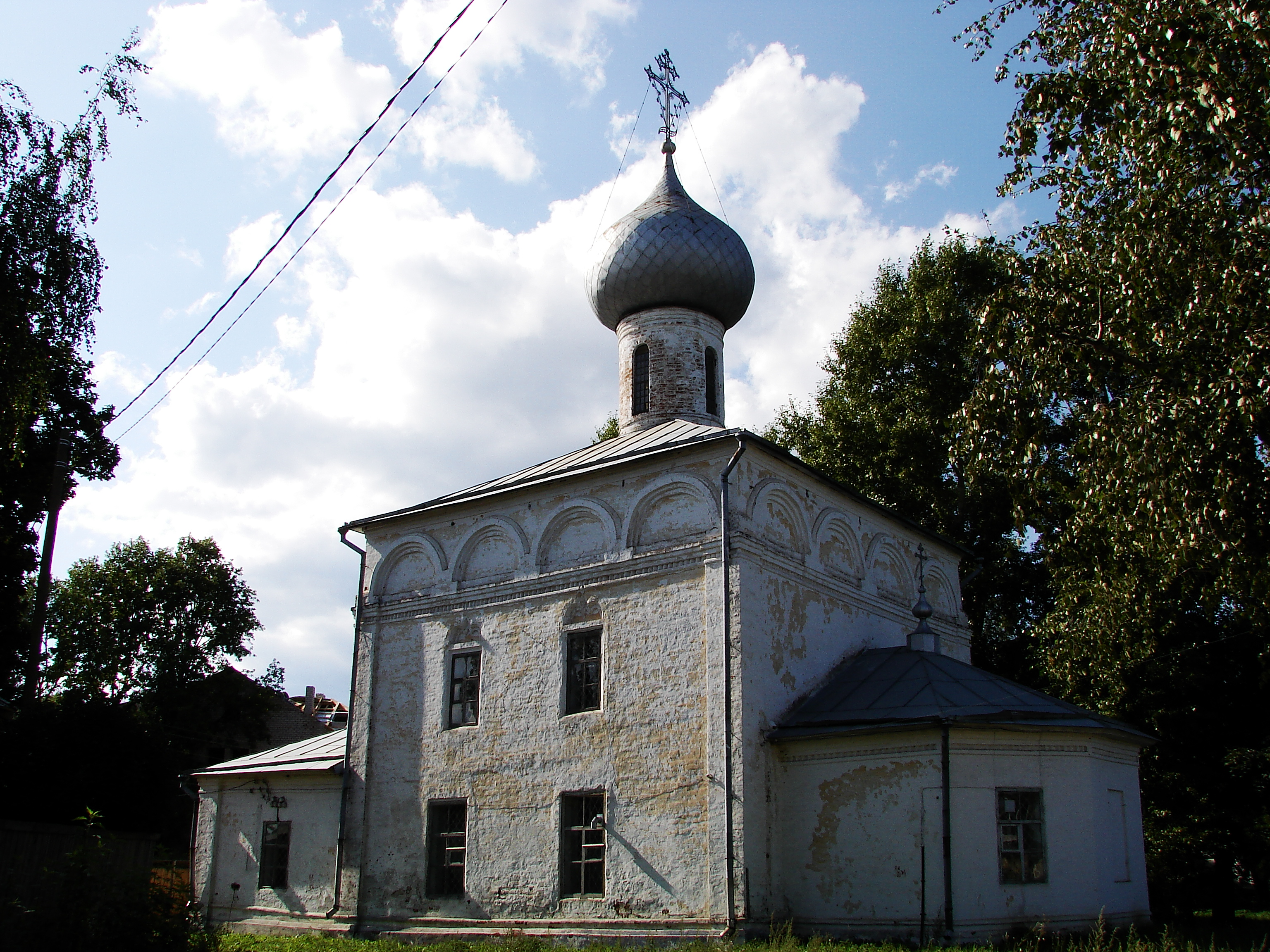
Церква Іллі в Камєньї, XVII ст.
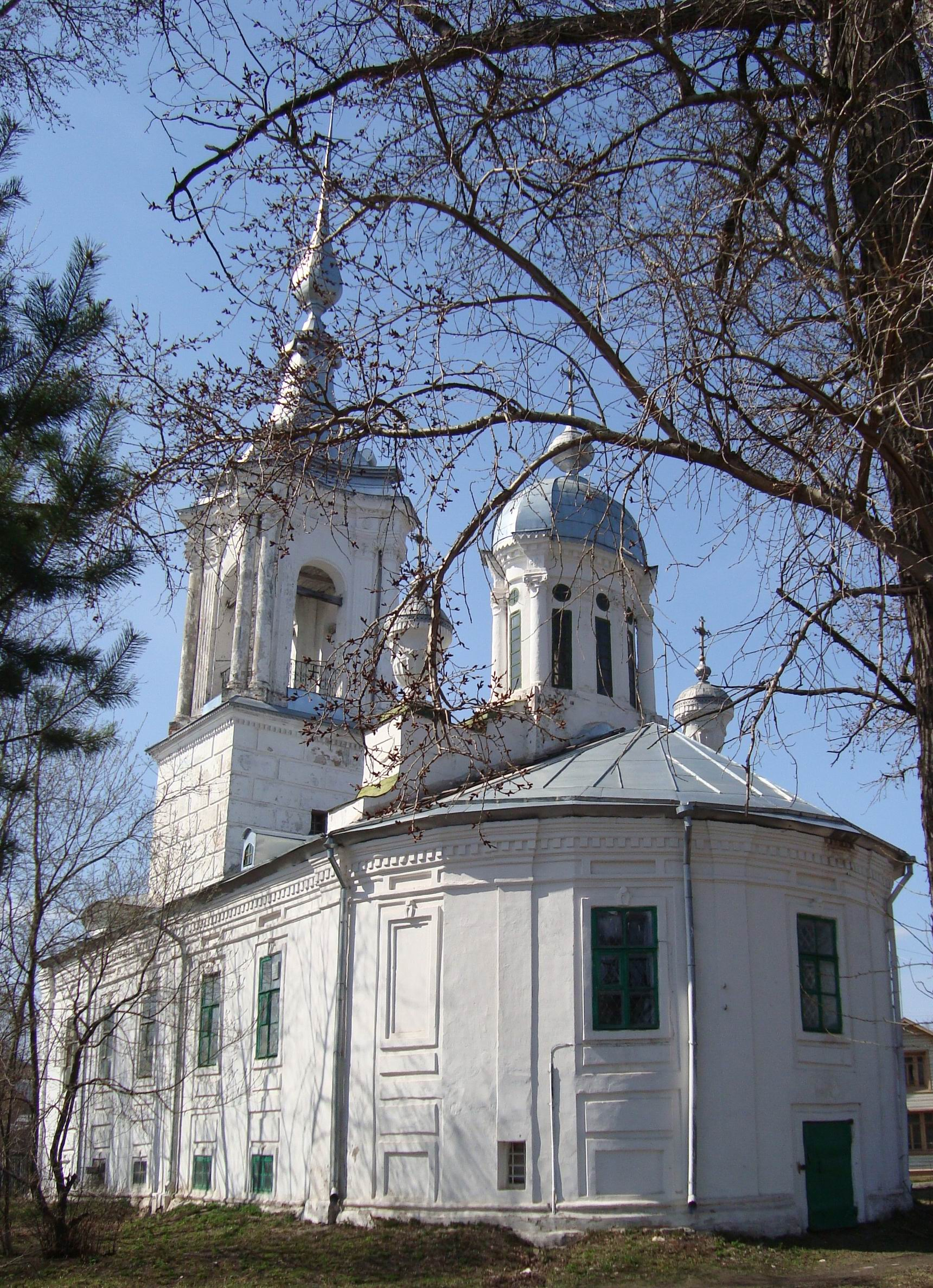
Церква Варлаама Хутинського, XVIII ст., класицизм.
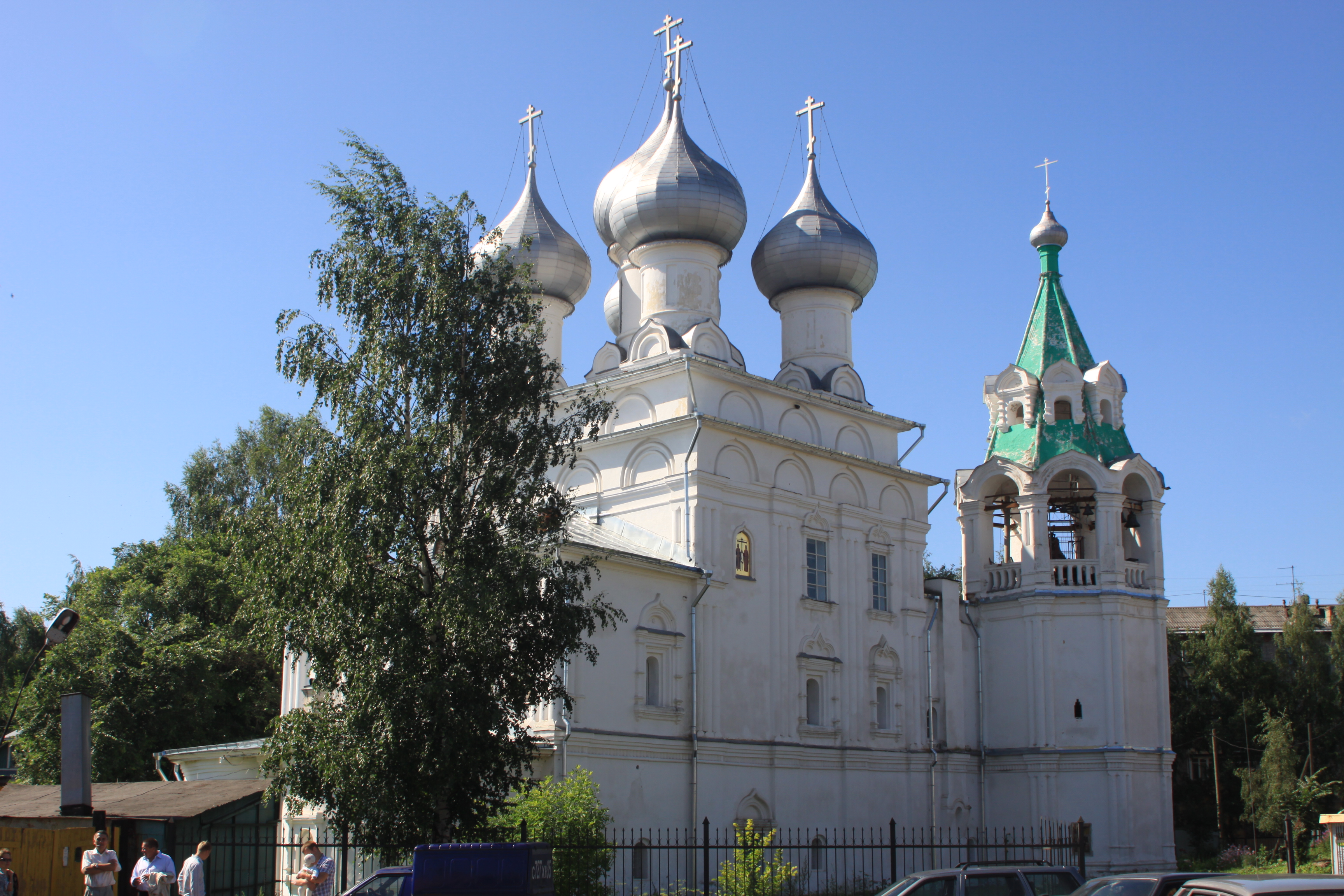
Церква Костянтина та Єлени, XVII ст.
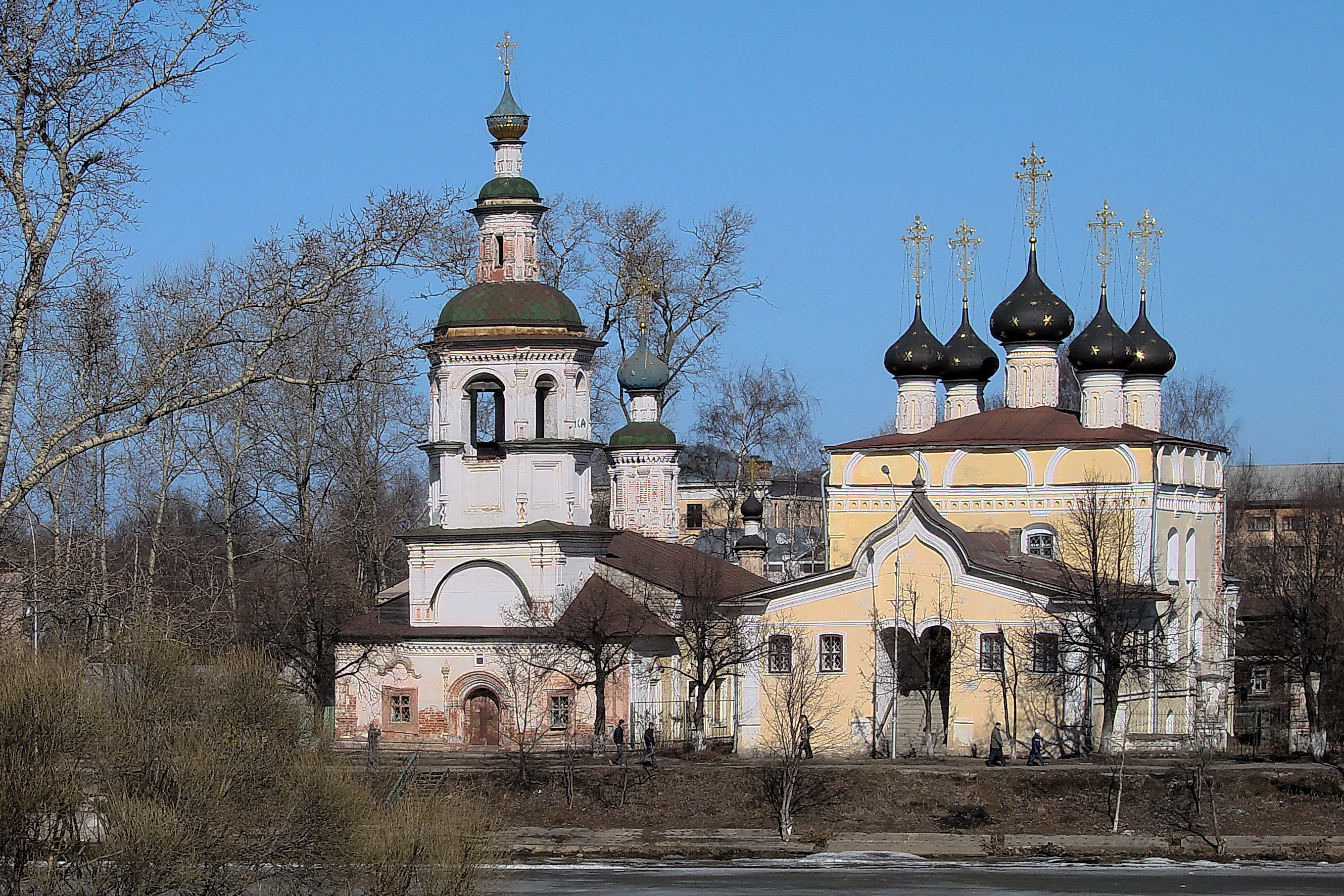
Храми Дмитровського приходу. XVII - XVIII ст.
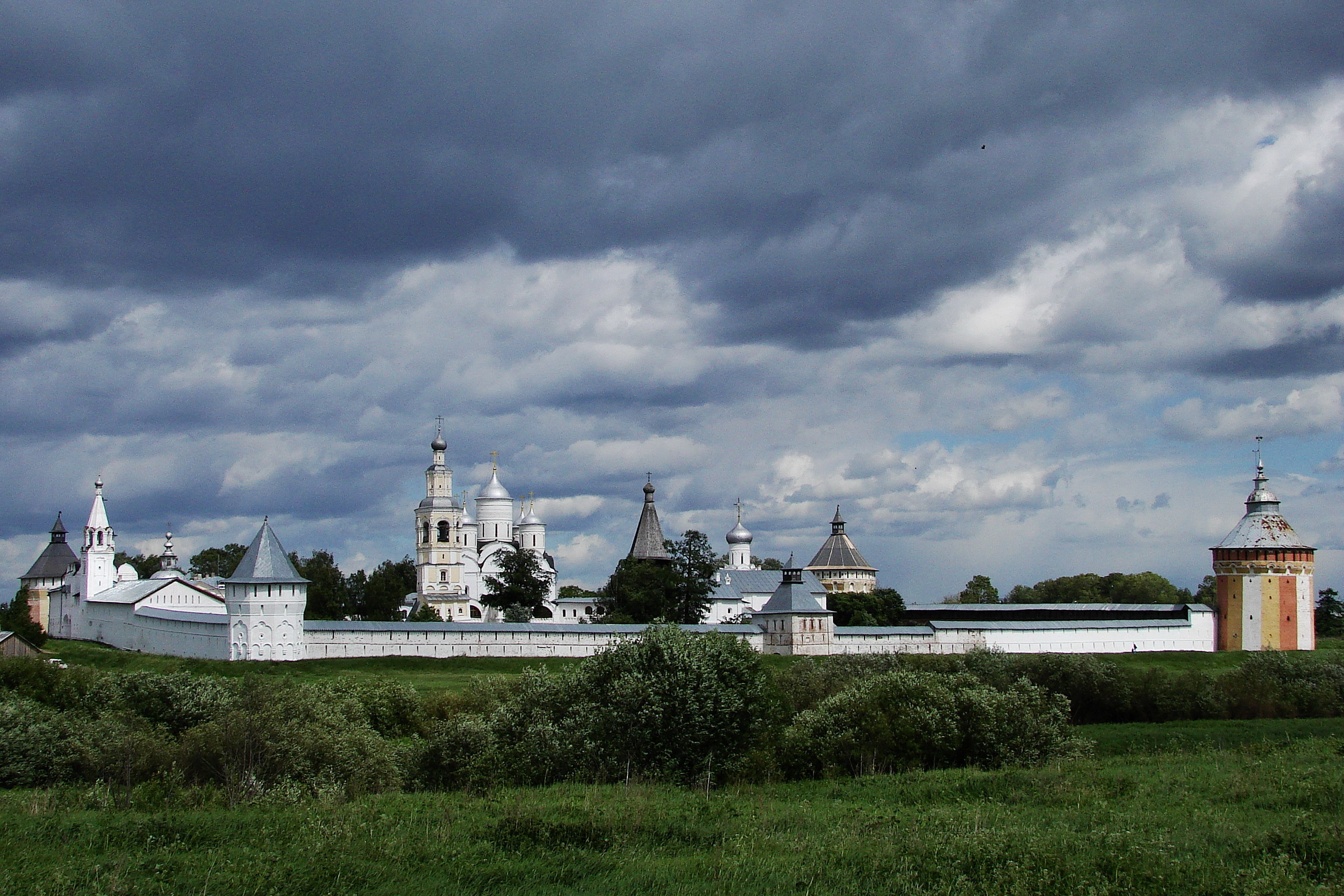
Спасо-Прилуцький монастир. XVI - XVIII ст.
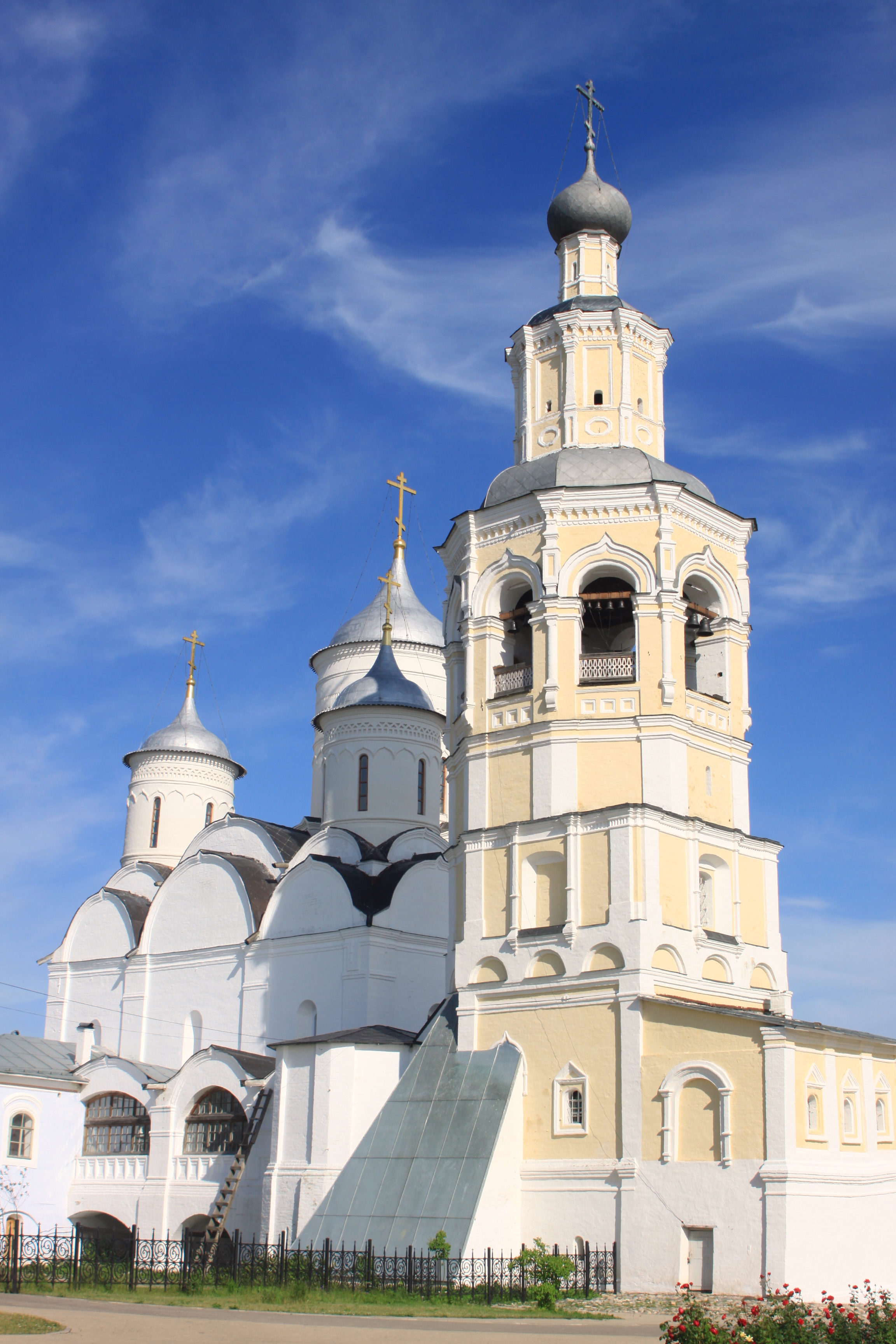
Спасо-Преображенський собор (XVI ст.) та дзвіниця (XVI—XVIII ст.) Спасо-Прилуцького монастиря.
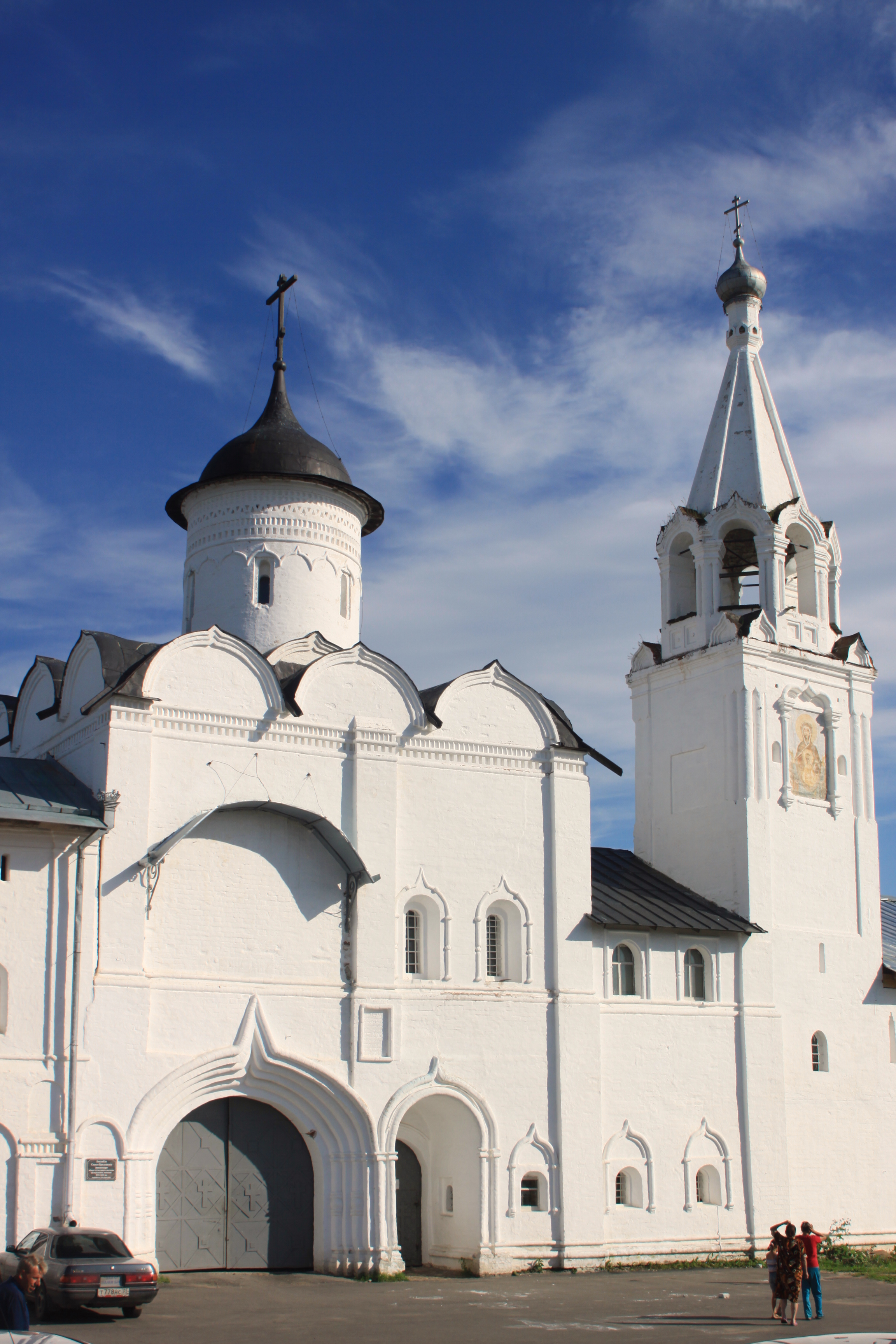
Святі ворота Спасо-Прилуцького монастиря. Вознесенська церква (XVI ст.) та шатрова дзвіниця (XVIII ст.).
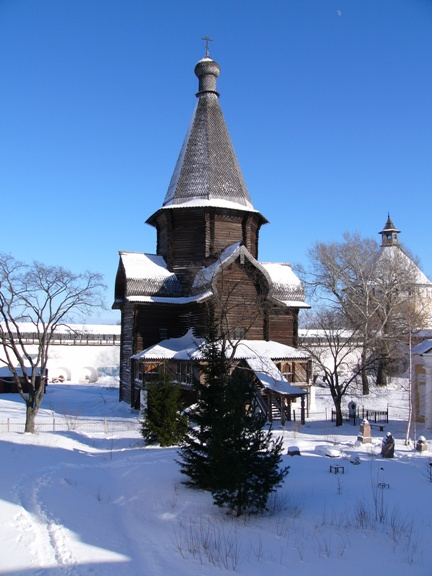
Церква Успіння з Олександро-Куштського монастиря, середина XVI ст.